# Metro w Brukseli
Metro w Brukseli (fr. Métro de Bruxelles, niderl. Brusselse metro) – system szybkiej podziemnej kolei miejskiej znajdujący się w Brukseli (Belgia). Składa się z czterech konwencjonalnych linii metra i trzech linii premetro. Linie metra to M1, M2, M5 i M6.
Większość wspólnego odcinka pierwszych dwóch linii metra (pomiędzy stacją De Brouckère a stacją Schuman) została otwarta 17 grudnia 1969 roku. 
Metro w Brukseli jest administrowane przez brukselskie przedsiębiorstwo transportu międzygminnego (STIB/MIVB). Jest także ważnym środkiem transportu, łączącym się z sześcioma stacjami kolejowymi Narodowego Towarzystwa Kolejowego Belgii (NMBS/SNCB), wieloma przystankami tramwajowymi i autobusowymi (obsługiwanymi przez STIB/MIVB), a także z przystankami autobusowymi De Lijn i TEC.
22 marca 2016 roku doszło do zamachu terrorystycznego w metrze.

## Tabor
Metro w Brukseli obsługiwane jest przez 217 wagonów serii M1-M5 wyprodukowanych przez La Brugeoise et Nivelles, ACEC, Bombardier Transportation, Alstom i CAF (dostarczonych w latach 1976-1999), a także 21 sześcioczłonowych składów nowej serii M6 (znanych również jako „Boa”), wyprodukowanych przez CAF i dostarczonych w latach 2007–2012. 
Nowy typ pociągu, znany jako seria M7, został oddany do użytku na liniach 1 i 5 w 2021 r. i będzie obsługiwał pełną automatyzację.

## Linie
System składa się z 4 linii:
- Ligne/Metrolijn 1: Gare de l'Ouest/Weststation (Dworzec Zachodni) – Stockel/Stokkel
  - Gminy: Molenbeek-Saint-Jean, Koekelberg, Bruxelles-Ville, Etterbeek, Woluwe-Saint-Pierre, Woluwe-Saint-Lambert
  - Tabor: M6, Boa M7
- Ligne/Metrolijn 2: Elisabeth - Simonis
  - Gminy: Koekelberg, Molenbeek-Saint-Jean, Anderlecht, Saint-Gilles, Bruxelles-Ville, Ixelles, Saint-Josse-ten-Noode
  - Tabor: U5, M6 Boa
- Ligne/Metrolijn 5: Érasme/Erasmus – Herrmann-Debroux
  - Gminy: Anderlecht, Molenbeek-Saint-Jean, Koekelberg, Bruxelles-Ville, Etterbeek, Auderghem
  - Tabor: U4, U5, M6, Boa M7
- Ligne/Metrolijn 6: Elisabeth – Roi Baudouin/Koning Boudewijn
  - Gminy: Jette, Koekelberg, Molenbeek-Saint-Jean, Anderlecht, Saint-Gilles, Bruxelles-Ville, Ixelles, Saint-Josse-ten-Noode
  - Tabor: U5, M6 Boa

Sieć ma łączną długość 38 km oraz posiada 59 stacji.
Metro w Brukseli jest dostosowane do potrzeb osób niepełnosprawnych.